# Haworthia rossouwii var. petrophila
Haworthia rossouwii var. petrophila és una varietat de Haworthia rossouwii del gènere Haworthia de la subfamília de les asfodelòidies.

## Descripció
Haworthia rossouwii var. petrophila és una petita suculenta perennifòlia és una espècie prolífera amb nombroses fulles de color verd fosc, són relativament curtes, incurvades i fortament variades, amb marges i quilla amb espines. Està molt relacionat amb les calcàries costaneres. Les fulles d'aquesta espècie són més aviat esveltes en comparació amb la forma més deltoide de H. modesta. Les espines són més denses i fortes que recorda a H. herbacea.

## Distribució
Aquesta varietat creix a la província sud-africana del Cap Occidental, on només se coneix des de la petita àrea al voltant de Karsrivier.

## Taxonomia
Haworthia rossouwii var. petrophila va ser descrita per (M.B.Bayer) M.B.Bayer i publicat a Aloe 38: 36, a l'any 2001.
Etimologia
Haworthia: nom en honor del botànic britànic Adrian Hardy Haworth (1767-1833).
rossouwii: epítet en honor de Gerhard Rossouw, jardiner del Jardí Botànic Nacional de Kirstenbosch i del Jardí Karoo de Worcester.
var. petrophila: epítet llatí que significa "amant de les pedres".
Sinonímia
- Haworthia variegata var. petrophila M.B.Bayer, Haworthia Revisited: 159 (1999). (Basiònim/Sinònim substituït)
- Haworthia petrophila (M.B.Bayer) M.Hayashi, Haworthia Study 3: 13 (2000).[5]